# Powiat Goslar
Powiat Goslar (niem. Landkreis Goslar) – powiat w niemieckim kraju związkowym Dolna Saksonia. Siedziba powiatu znajduje się w mieście Goslar.

## Podział administracyjny
Powiat Goslar składa się z:
- sześciu miast
- jednej samodzielnej gminy (niem. Einheitsgemeinde)
- jednego obszaru wolnego administracyjnie (gemeindefreies Gebiet)

Miasta:
| Lp. | Nazwa miasta         | Ludność (31.12.2013) | Powierzchnia km² |
| --- | -------------------- | -------------------- | ---------------- |
| 1   | Bad Harzburg         | 21.680               | 65,42            |
| 2   | Braunlage            | 6.082                | 31,55            |
| 3   | Clausthal-Zellerfeld | 15.769               | 43,71            |
| 4   | Goslar               | 50.681               | 163,71           |
| 5   | Langelsheim          | 15.173               | 108,77           |
| 6   | Seesen               | 19.386               | 102,13           |

Gminy samodzielne:
| Lp. | Nazwa gminy | Ludność (31.12.2013) | Powierzchnia km² |
| --- | ----------- | -------------------- | ---------------- |
| 1   | Liebenburg  | 8.274                | 78,37            |

Obszary wolne administracyjnie:
| Lp. | Nazwa obszaru | Ludność (31.12.2008) | Powierzchnia km² |
| --- | ------------- | -------------------- | ---------------- |
| 1   | Harz          | teren niezamieszkany | 371,76           |

## Zmiany administracyjne
- 1 stycznia 2014
  - przyłączenie miasta Vienenburg do Goslar
- 1 stycznia 2015
  - rozwiązanie gminy zbiorowej Oberharz
- 1 listopada 2021
  - rozwiązanie gminy zbiorowej Lutter am Barenberge